# 武智勇治
武智 勇治（たけち ゆうじ、1954年7月6日 - ）は、愛媛県松山市出身のアマチュア野球選手、指導者。

## 経歴
愛媛県立松山商業高等学校では、1972年夏の甲子園予選北四国大会準決勝に進むが、植上健治のいた高松商に完封負け。駒澤大学に進学し、東都大学野球リーグでは在学中5度の優勝を経験。1年生から一塁手のレギュラーとなり、1年上の中畑清、平田薫、二宮至らと活躍。3年次の1975年は春秋連覇を果たし、同年の全日本大学野球選手権大会でも決勝で大阪商大を破って優勝。同年秋の第6回明治神宮野球大会は決勝で明治大に敗れた。4年次の1976年春季リーグでは同期の森繁和、大宮龍男のバッテリーを擁し優勝。同年の全日本大学野球選手権では準決勝で大商大に敗退、敗者復活戦でも東海大に敗れた。ベストナイン（一塁手）4回選出。1975年のアジア野球選手権大会、1976年の第5回日米大学野球選手権大会日本代表にも選ばれた。
卒業後は東芝に入社。1978年の都市対抗ではエース黒紙義弘を擁し、決勝で日本鋼管の木田勇を打ち崩し優勝を飾る。1981年の都市対抗では準優勝、同年の社会人ベストナイン（一塁手）に選出された。1983年の都市対抗では青島健太とともに打線の中軸となり、決勝で新日鐵名古屋を降し5年ぶり2回目の優勝。同年の社会人野球日本選手権でも準優勝、2回目の社会人ベストナインにも選ばれた。1986年には補強選手として日本石油の都市対抗優勝にも力を添える。1979年、1981年、1985年のインターコンチネンタルカップ日本代表、1980年、1982年のアマチュア野球世界選手権日本代表に選出されている。また1983年のロサンゼルスオリンピック予選（アジア野球選手権大会）にも日本代表として出場。
引退後は1997年まで東芝監督を務めた。